# Josef Suk (skrzypek)
Josef Suk (ur. 8 sierpnia 1929 w Pradze, zm. 7 lipca 2011 tamże) – czeski skrzypek.

## Życiorys
Był wnukiem kompozytora Josefa Suka i prawnukiem Antonína Dvořáka. W młodości uczył się gry na skrzypcach u Jaroslava Kociána, jako skrzypek debiutował w 1940 roku. W latach 1945–1951 uczył się w Konserwatorium Praskim u Norberta Kubáta i Karela Šnebergra, następnie od 1951 do 1953 roku był uczniem Marii Hlouňovej i Alexandra Plocka w Akademii Sztuk Scenicznych w Pradze.
W 1952 roku założył własne trio, w którym grał razem z pianistą Janem Panenką i wiolonczelistą Josefem Chuchro. Występował też w duecie z klawesynistką Zuzaną Růžičkovą (od 1963) oraz w trio z Juliusem Katchenem i Jánosem Starkerem (1967–1969). Międzynarodowy sukces odniósł w 1969 roku, koncertując jako solista z orkiestrą České filharmonie. Występował w krajach europejskich, Stanach Zjednoczonych, Australii i Japonii. Od 1980 roku wykładał w Universität für Musik und darstellende Kunst Wien.
W swoim repertuarze posiadał utwory twórców okresu klasycyzmu i romantyzmu oraz kompozytorów czeskich. Dokonał licznych nagrań płytowych, m.in. Symfonii koncertującej Es-dur W.A. Mozarta z Ioną Brown i Academy of St. Martin in the Fields oraz sonat skrzypcowych Brahmsa z Juliusem Katchenem.
W 1977 roku otrzymał tytuł Artysty narodowego. Odznaczony Medalem za Zasługi I stopnia (1999) oraz Legią Honorową (2002). W 2003 roku Akademia Sztuk Scenicznych w Pradze przyznała mu tytuł doktora honoris causa.